# Aichmofobie
Aichmofobie nebo oxyfobie je strach z ostrých předmětů. Patří mezi nejrozšířenější druhy fóbií.
Určitý strach z ostrých předmětů je přirozený (je to vrozený reflex), ale u aichmofobie se jedná o strach nepřirozený-přehnaný. Jedná se například o jehly (v případě injekčních jehel je používán termín trypanofobie), nůžky, špičaté konce deštníků a ostrý hrot pera.

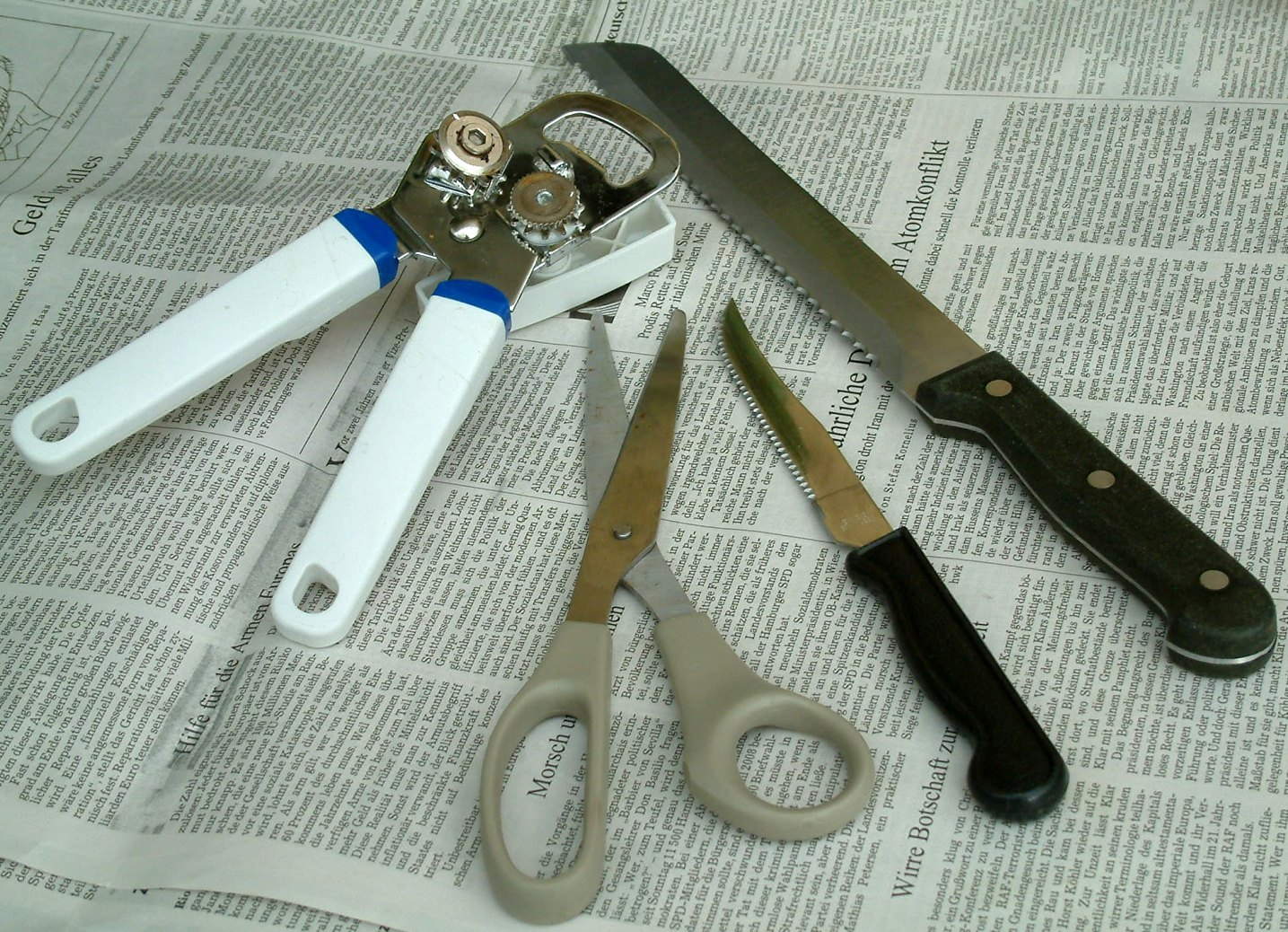
Ostré předměty

## Projevy
- strach, úzkost
- pocení
- nevolnost
- sucho v ústech
- bušení srdce
- točení hlavy

a další
Lidé trpící fóbií z ostrých předmětů se snaží vyvarovat se kontaktu s nimi například tím, že nepoužívají ostré nůžky a nože a vyhýbají se očkování. V případě, kdy je nutný lékařský zákrok jako je odběr krve, chirurgický zákrok či očkování, a v případě, že je aichnofobie příliš vysoká, se dotyčný chová velmi agresivně, protože cítí, že ho to ohrožuje na životě. 

### Projevy v dětství
Také tuto fobii v dětství mohl vyvolat strach, již zmíněných předmětů.

## Léčba
K překonání aichmofobie se většinou používá behaviorální terapie. Lékař může též předepsat léky, které zmírňují úzkost (antidepresiva či anxiolytika).